# Heleomyza chilensis
Heleomyza chilensis är en tvåvingeart som beskrevs av Macquart 1851. Heleomyza chilensis ingår i släktet Heleomyza och familjen myllflugor. Inga underarter finns listade i Catalogue of Life.